# 李谦 (1960年)
李谦（1960年3月—），男，汉族，河北晋州人，中华人民共和国政治人物。

## 生平

### 仕途
1976年3月，参加工作。先后在中共深泽县委办公室、共青团深泽县委工作，后来担任共青团深泽县委副书记。1983年5月，加入中国共产党。
1989年3月起，先后在石家庄地委研究室、办公室工作。其间，1991年9月至1994年7月在南京政治学院马克思主义原理专业学习。1992年12月，李谦出任赵县县委常委、副县长。1995年2月起，历任石家庄市郊区区委常委、副区长、区委副书记、区长。其间，1993年8月至1995年12月，在中央党校领导干部函授班经济管理专业学习。1998年1月，任中共新乐市委书记。其间，1997年9月至2000年1月，在中共河北省委党校在职研究生班经济管理专业，获得中共河北省委党校在职研究生学历。2000年11月起，历任中共石家庄市郊区区委书记、裕华区委书记。
2001年7月，任中共保定市委常委、宣传部长。2006年1月，出任中共保定市委常委、常务副市长。2008年7月至2010年11月，兼任白沟・白洋淀温泉城党工委书记。2009年11月，代理保定市人民政府市长。2010年1月，任保定市人民政府市长。2013年1月，李谦出任中共衡水市委委员、常委、书记。1月9日，保定市第十三届人民代表大会常务委员会第三十六次会议接受了李谦辞去保定市人民政府市长职务的请求。2017年3月30日升任河北省人民政府副省长、党组成员。
李谦是第七届中共河北省委候补委员，第八届中共河北省委委员。

### 落马
2019年8月27日，中央纪委国家监委通报，李谦涉嫌严重违纪违法，目前正接受纪律审查和监察调查。9月28日，河北省第十三届人民代表大会常务委员会第十二次会议决定免去其省人民政府副省长职务。2020年1月22日被开除党籍、开除公职，移送检察机关依法审查起诉。
2020年11月17日，北京市第一中级人民法院一审公开开庭审理李谦受贿一案，北京市人民检察院第一分院起诉指控：2006年9月至2013年10月，被告人李谦利用担任中共保定市委常委、市委副书记、保定市人民政府常务副市长、代理市长、市长，中共衡水市委书记等职务上的便利，为有关单位和个人提供帮助，非法收受财物共计折合人民币5048万余元。李谦当庭表示认罪、悔罪。
2021年8月31日，北京市第一中级人民法院公开宣判，以受贿罪判处李谦有期徒刑十三年，并处罚金人民币三百万元；对其受贿所得财物及孳息予以追缴，上缴国库。李谦当庭表示服从判决，不上诉。法院认可了起诉书中李谦受贿的时间和数额，认为其行为构成受贿罪，且数额巨大，应当依法惩处；鉴于其到案后能够如实供述自己的罪行，主动交代办案机关尚未掌握的大部分受贿犯罪事实，提供侦破其他重大案件线索，经查证属实，具有重大立功表现，认罪悔罪，积极退赃，赃款赃物已全部追缴，具有法定、酌定从轻处罚情节，依法可对其从轻处罚。法庭遂作出上述判决。
北京青年报社旗下自媒体“政知圈”援引消息人士报导，李谦任保定市长时，与时任保定市委书记宋太平（2012年1月当选河北省人大常委会副主任，2021年7月落马）关系严重不合，二人几乎不会出现在同一场合。李谦落马后的重大立功表现就有检举揭发宋太平的问题线索。

## 评论
北京日报旗下自媒体“长安街知事”发现，检方指控李谦最后的受贿行为发生在2013年10月，当时他上任衡水市委书记不久，距2019年8月其在河北省副省长任上落马，中间隔了足足6年时间。中国刑法学研究会副秘书长、北京师范大学教授彭新林认为，从以往职务犯罪案件的办理经验来看，这种情况比较罕见，不排除李谦在这6年间的确没有受贿行为，但也存在另一种可能性，即缺乏足够的证据支持。由于进入起诉审判程序的案件必须确保案件事实清楚、证据确实充分，如果达不到此一证明要求，例如证据不够充分、行为不符合法律认定的标准，是不能被提起公诉的。一般来说，行贿受贿的行为多发生在两个人之间，过程比较隐秘，更多依靠言词证据定案，客观证据相对稀缺，取证难度很大。若在调查阶段，其中一方已经死亡，或者一方否认罪行而又没有其他客观证据予以佐证，那就会影响定罪。因此，可能李谦在这6年间有过受贿的行为，但是目前掌握的证据不足以起诉。